# Pisandro e Ippoloco
Pisandro e Ippoloco sono due personaggi dell'Iliade, citati nell'undicesimo libro del poema.

## Il mito

### Le origini
Pisandro e Ippoloco erano due giovani fratelli troiani, appartenenti a una stirpe importante: il padre Antimaco era uno dei consiglieri di Priamo, e quando Elena venne rapita da Paride egli fu tra coloro che si opposero a una soluzione pacifica tra Achei e Troiani. Antimaco e i suoi figli erano tra l'altro in ottimi rapporti di amicizia con Paride.

### La morte
Pisandro e Ippoloco parteciparono alla guerra di Troia con la benedizione del loro padre Antimaco il quale, all'assemblea in cui erano presenti Ulisse e Menelao, aveva convinto il troiano Paride, rapitore della spartana Elena moglie del re greco Menelao, di non restituirla ma anzi di lasciare che la guerra scoppiata avesse pure il suo effetto, convinto com'era che la vittoria fosse sempre dalla parte dei Troiani, a suo giudizio più forti e protetti dagli dei rispetto ai Greci. Pisandro e Ippoloco combatterono insieme sopra un carro fin dall'inizio del conflitto senza mai esporsi al pericolo; ma al decimo anno in una battaglia i due giovani furono assaliti da Agamennone che si rivolse per primo contro Pisandro deciso a colpirlo. Dopo che i due fratelli ebbero rivelato al re la loro natura vile egli, infuriato per l'infausto ricordo del nefasto consigliere Antimaco, colpì Pisandro al petto di lancia facendolo cadere morto al suolo, poi afferrò Ippoloco che era saltato giù dal carro nel tentativo di fuggire e gli tagliò entrambe le braccia con la spada ed infine la testa che fece volare come una trottola girevole lanciata dalle mani di un bambino:
 " Assalse ei dopo

Ippòloco e Pisandro, ambo figliuoli 

del bellicoso Antìmaco, di quello 

che da Paride compro per molt'oro 

e ricchi doni, d'Elena impedìa 

il rimando al marito. I figli adunque 

di costui colse al varco Agamennóne 

sovra un medesmo carro ambo volanti,

e turbati e smarriti; ché pel campo 

sfrenaronsi i destrieri, e dalla mano 

le scorrevoli briglie eran cadute.

Come lïon fu loro addosso, e quelli 

s'inginocchiâr, dal carro supplicando:

 - Lasciane vivi, Atride, e di riscatto 

gran pezzo n'otterrai. Molta risplende 

nella magion d'Antìmaco ricchezza,

d'oro, di bronzo e lavorato ferro.

Di questo il padre ti darà gran pondo 

per la nostra riscossa, ov'egli intenda 

vivi i suoi figli nelle navi achee. - 

Così piangendo supplicâr con dolci 

modi, ma dolce non rispose Atride.

 - Voi d'Antìmaco figli? di colui 

che nel troiano parlamento osava 

d'Ulisse e Menelao, venuti a Troia 

ambasciatori, consigliar la morte? 

Pagherete voi dunque ora del padre 

l'indegna offesa. - Sì dicendo, immerge 

l'asta in petto a Pisandro, e giù dal carro 

supin lo stende sul terren. Ciò visto,

balza Ippoloco al suolo, e lui secondo 

spaccia l'Atride; coll'acciar gli pota 

ambe le mani, e poi la testa, e lungi 

come palèo la scaglia a rotolarsi 

fra la turba. " 
(Omero, Iliade, libro XI, traduzione di Vincenzo Monti)
La testa di Ippoloco fu spiccata dal busto con tal violenza che ruzzolò molto lontano, suscitando il terrore in molti guerrieri troiani, che fuggirono, ma Agamennone ne uccise un gran numero.

## Interpretazione dell'episodio
Fra le tante scene belliche del poema, quella che vede come vittime Pisandro e Ippoloco è una delle più conosciute, essendo trattata per parecchi versi, in una sequenza di azioni concitate: lo sbandamento del cocchio, la cattura dei due giovani, le loro inutili preghiere, la rapida uccisione di Pisandro, il tentativo di fuga di Ippoloco stroncato sul nascere e la sua orribile fine.

## Iconografia
Una gemma e una ceramica vascolare, entrambe di autore ignoto, raffigurano Agamennone in contemplazione del capo reciso di Ippoloco, collocato su una pasta di vetro: dettaglio che non è in Omero. Gli artisti si sono evidentemente rifatti a qualche fonte letteraria non pervenuta secondo cui Agamennone, ritrovata la testa del giovane troiano, la esibiva come macabro trofeo nella propria tenda insieme al busto, forse anche intenzionato a impedirne la sepoltura; e in tal caso l'anima di Ippoloco non avrebbe potuto raggiungere l'ingresso dell'Ade, come capitava a tutti coloro che restavano senza tomba.

### Fonti
- Omero, Iliade, libro XI.